# يهوذا أخو الرب
يهوذا (أو يهودا أو يوضاس) يعتقد البعض أنه أحد أخوة يسوع
((باليونانية: ἀδελφοὶ)) وفقا للعهد الجديد. هو، تقليديا، يعرف بكاتب رسالة يهوذا، الرسالة القصيرة التي تعد من بين سبع رسائل عند الكاثوليكيين من العهد الجديد وضعت بعد رسائل بولس وقبل كتاب الوحي ويعتبر كنسية قانونية عند المسيحيين. يعتقد الكاثوليك أن يهوذا هو نفس الشخص يهوذا الرسول من تلاميذ المسيح وقد يكون قريبا للمسيح ولكنه ليس أخيه.

## وصلات خارجية
- الموسوعة الكاثوليكية: الإخوة من الربNew International Encyclopedia: Judas the Lord's Brother. شركة دود وميد. ج. Volume 13. 1915. ص. 8–9. مؤرشف من الأصل في 2020-01-24. {{استشهاد بكتاب}}: |المجلد= يحوي نصًّا زائدًا (مساعدة)